# 川下村 (島根県)
川下村（かわくだりむら）は、島根県邑智郡にあった村。現在の江津市と邑智郡川本町の一部にあたる。

## 地理
- 河川：江川、木谷川[1]

## 歴史
- 1889年（明治22年）4月1日、町村制の施行により、邑智郡川下村が単独で村制施行し、川下村が発足[1][2]。
- 1926年（大正15年）川下郵便局開設[1]。組合製糸江水社（のち邑智社）設立[1]。
- 1950年（昭和25年）4月1日、字坂本を邑智郡川越村に編入[1][2]。
- 1955年（昭和30年）4月1日、邑智郡川本町・三原村・三谷村、邇摩郡大代村と合併し、邑智郡川本町を新設して廃止された[1][2]。